# Relacions internacionals de Niue
Niue manté relacions diplomàtiques amb diversos altres partits i organitzacions multilaterals.
Niue és un estat insular a l'Oceà Pacífic en un estat de lliure associació amb Nova Zelanda. El Rei en actiu a Nova Zelanda és el cap d'estat de Niue -com a tal, Niue forma part del Regne de Nova Zelanda.
Segons el Repertory of Practice of United Nations Organs, l'any 1988 "Nova Zelanda va afirmar ... que la seva futura participació en acords internacionals no s'estendria a... Niue". Niue va esdevenir membre de la UNESCO l'any 1993 i a l'Organització Mundial de la Salut l'any 1994. També el 1994, el Secretariat de l'ONU "va reconèixer la capacitat completa de fer acords ... de Niue".
Nova Zelanda manté l'enllaç constitucional amb Niue pel que fa a la ciutadania, en el sentit que la gent de Niue són ciutadans de Nova Zelanda.
Niue manté relacions bilaterals amb altres països i interacciona amb la comunitat internacional com a estat independent.
Malgrat l'autogovern, Nova Zelanda gestiona la defensa i els afers exteriors si Niue li ho demana. Com les Illes Cook, tanmateix, Niue ha començat a establir relacions diplomàtiques formals amb estats sobirà. A data de setembre de 2016, uns altres 20 estats mantenen relacions diplomàtiques amb Niue. L'ambaixador de la Xina a Nova Zelanda, Zhang Limin, està acreditat a Niue, i es va convertir en el primer embaixador xinès a presentar-hi les seves credencials l'octubre de 2008.

## Relacions diplomàtiques
Llista de països amb què Niue manté relacions diplomàtiques:
| #  | País              | Data                   |
| -- | ----------------- | ---------------------- |
| 1  | Nova Zelanda      | 2 d'agost de 1993      |
| 2  | Malàisia          | 30 de gener de 1996    |
| 3  | Xina              | 12 de desembre de 2007 |
| 4  | Singapur          | 6 d'agost de 2012      |
| 5  | Índia             | 30 d'agost de 2012     |
| 6  | Tailàndia         | 27 d'agost de 2013     |
| —  | Illes Cook        | 2013                   |
| 7  | Austràlia         | 27 de febrer de 2014   |
| 8  | Turquia           | 7 de juny de 2014      |
| 9  | Cuba              | 5 de setembre de 2014  |
| 10 | Papua Nova Guinea | 9 de desembre de 2014  |
| —  | Kosovo            | 23 de juny de 2015     |
| 11 | Japó              | 4 d'agost 2015         |
| 12 | Itàlia            | 12 de setembre de 2015 |
| 13 | Brasil            | 2 de setembre de 2016  |
| 14 | Indonèsia         | 13 de juliol de 2019   |
| 15 | Perú              | 3 de juliol 2020       |
| 16 | Xile              | 6 de juliol de 2021    |
| 17 | Tuvalu            | 11 de juliol de 2022   |
| 18 | Filipines         | 27 de setembre de 2022 |
| 19 | Corea del Sud     | 29 de maig de 2023     |
| 20 | Israel            | 1 d'agost de 2023      |
| 21 | Suïssa            | 9 d'agost de 2023      |
| 22 | Canadà            | 12 de setembre de 2023 |
| 23 | Estats Units      | 25 de setembre de 2023 |
| 24 | Fiji              | 7 de novembre de 2023  |

## Participació en organitzacions internacionals
- ACP, AOSIS, ESCAP (associat), FAO, IFAD, OPCW, Pacific Islands Forum, Sparteca, SPC, UNESCO, OMS, OMM
- La Commonwealth - Niue és part de la Commonwealth, però no n'és un estat membre, ja que és una dependència de Nova Zelanda, la membresia a la Commonwealth de la qual inclou Niue, les Illes Cook, i Tokelau, així com Nova Zelanda mateixa.
- El novembre de 2011, Niue va ser un dels vuit membres fundadors del Grup de Líders Polinesis, una agrupació regional amb la intenció de cooperar en una varietat de temes inclosos la cultura i la llengua, l'educació, la resposta al canvi climàtic, i comerç i finançament.[32][33][34]

## Participació en tractats i convencions internacionals
- Conveni sobre la Diversitat Biològica i els seus Protocol de Cartagena, Tractat de Cotonou, Projecte POPs, UNCCD, UNCLOS, UNFCCC i el seu Protocol de Kyoto